# Стары-Замость (гмина)
Стары-Замость (пол. Stary Zamość) — сельская гмина (волость) в Польше, входит как административная единица в Замойский повет, Люблинское воеводство. Население — 5504 человека (на 2004 год). Административный центр гмины — деревня Стары-Замосць.

## Селения
Bezednia, Боровина, Вежба, Висловець, Доли, Конец, Красне, Майдан-Ситанецкий, Нова Весь, Подкрасне, Подстары-Замость, Стары-Замость, Удрыче, Удрыче-Конец, Хоменциская-Дуже, Хоменциская-Дуже-Конец, Хоменциская-Малы.

## Соседние гмины
1. Гмина Избица
2. Гмина Нелиш
3. Гмина Скербешув
4. Гмина Замость